# جروفليرس
جروفليرس (بالفرنسية: Groffliers)‏ هي بلدية تقع في إقليم باد كاليه من منطقة نور با دو كاليه في شمال فرنسا. تبلغ مساحة هذه المدينة 8.09 (كم²)، وترتفع عن سطح البحر 6 م، يبلغ عدد سكانها 1422 نسمة حسب إحصاء المعهد الوطني للإحصاء والدراسات الاقتصادية سنة 2009 م. وترأس Alain Leclercq البلدية خلال فترة (2008-2014).